# Districtul Tiszakécske
Tiszakécske (în maghiară Tiszakécskei járás) este un district în județul Bács-Kiskun, Ungaria.
Districtul are o suprafață de 405,99 km2 și o populație de 23.791 locuitori (2013).